# Monestir de les Mares Mínimes
El Monestir de les Mares Mínimes o de Jesús Maria és un edifici annex a la Granja Vella de Martí-Codolar, al barri de la Vall d'Hebron de Barcelona, inclòs a l'Inventari del Patrimoni Arquitectònic de Catalunya. Actualment, el monestir és regentat per les monges Clarisses Caputxines.

## Història
Les Mares Mínimes són la branca femenina d'un ordre de monjos fundat per Sant Francesc de Paula. Van arribar a Catalunya al segle xvii procedents d'Antequera (Màlaga) i es van instal·lar al Raval de Barcelona fins al 1908, quan van adquirir la torre del matrimoni Hilari Pascual i Joaquima Martí-Codolar, situada al camí Fondo de Sant Genís. La capella fou construïda el 1914.

## Descripció
Conjunt format per diferents construccions asimètriques, dominant les línies modernes. Hi sobresurt un gran casal en forma de mas tradicional i d'altres construccions de tendències conventuals. Les diverses teulades dominants són a dues vessants i les obertures són finestrals i portals. Una petita capella modernitzada acompleix la dedicació del conjunt, que ha sofert moltes modificacions des dels seus orígens. La casa és envoltada de jardins, on no manquen plantacions i arbredes.